# Onset of Putrefaction
| Оценки критиков | Оценки критиков |
| Источник        | Оценка          |
| --------------- | --------------- |
| AllMusic        | [ 1 ]           |
| Metal Storm     | [ 2 ]           |
| Metal1.info     | [ 3 ]           |
| Powermetal.de   | без оценки      |
| Rock Hard       | [ 5 ]           |

Onset of Putrefaction (с англ. — «Начало гниения») — дебютный студийный альбом немецкой техникал-дэт-метал-группы Necrophagist, выпущенный 14 сентября 1999 года на лейбле Noise Solution Records. Альбом был полностью создан и записан основателем и лидером коллектива Мухаммедом Суичмезом, который сам записал партии вокала, гитар и бас-гитары, и программировал ударные, изредка обращаясь за помощью в записи к музыкантам Йохену Биттманну и Бьорну Фоллмеру.
Альбом является прорывным в своём жанре и отличается высоким исполнительским мастерством и неординарной композиторской работой Суичмеза. Альбом был высоко оценен музыкальными критиками, которые называли его одним из наиболее выдающихся альбомов техничного дэт-метала.

## Список композиций
Слова и музыка всех песен — Мухаммед Суичмез.
| №                   | Название                    | Длительность |
| ------------------- | --------------------------- | ------------ |
| 1.                  | «Foul Body Autopsy»         | 1:53         |
| 2.                  | «To Breathe in a Casket»    | 5:41         |
| 3.                  | «Mutilate the Stillborn»    | 3:43         |
| 4.                  | «Intestinal Incubation»     | 4:12         |
| 5.                  | «Culinary Hyperversity»     | 5:04         |
| 6.                  | «Advanced Corpse Tumor»     | 5:27         |
| 7.                  | «Extreme Unction»           | 4:46         |
| 8.                  | «Fermented Offal Discharge» | 4:43         |
| Общая длительность: | Общая длительность:         | 35:29        |

| №                   | Название                                | Длительность |
| ------------------- | --------------------------------------- | ------------ |
| 9.                  | «Dismembered Self-Immolation» (Демо)    | 3:57         |
| 10.                 | «Pseudopathological Vivisection» (Демо) | 2:36         |
| Общая длительность: | Общая длительность:                     | 42:02        |

## Участники записи
Necrophagist
- Мухаммед Суичмез — вокал, гитара, бас-гитара, программирование ударных, продюсирование, сведение, мастеринг

Приглашённые музыканты
- Йохен Биттманн — дополнительная бас-гитара
- Бьорн Фоллмер — гитарное соло в песне «Extreme Unction»

Производственный персонал
- Франк Леммерт — сведение, мастеринг
- Деннис Мюллер — обложка, художественное оформление